# Greenideoida bengalensis
Greenideoida bengalensis är en insektsart. Greenideoida bengalensis ingår i släktet Greenideoida och familjen långrörsbladlöss. Inga underarter finns listade i Catalogue of Life.